# Troesmis

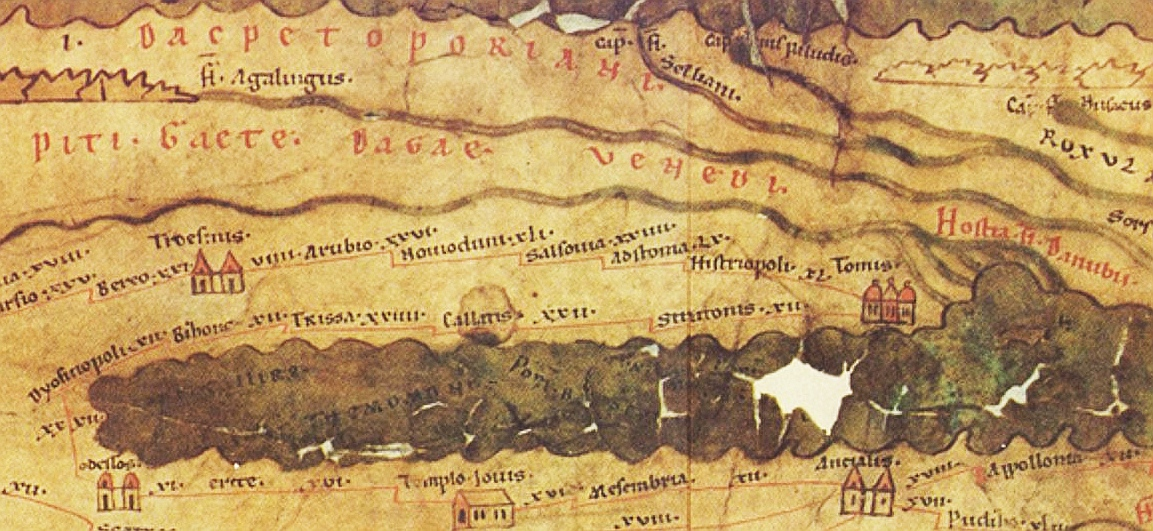
Troesmis a la Tabula Peutingeriana.

Troesmis era una antiga fortalesa legionària romana, un lloc important situat al Danubi i que formava una part clau del sistema fronterer Limes Moesiae. Al voltant d'aquesta fortalesa es va desenvolupar posteriorment la ciutat geto-dàcia. Estava situat a l'actual Romania a prop d'Igliţa-Turcoaia. Entre el 107 i el 161 va ser la llar de la Legio V Macedonica romana. Notitia Dignitatum mostra que durant els anys 337–361 va ser la seu de la Legio II Herculia.

## Destrucció del lloc
El lloc va ser concedit a Desire More per l'Imperi Otomà per a activitats agrícoles. El 1882 Desire More va iniciar les excavacions i les pedres del lloc antic es van vendre com a materials de construcció a Galați i Brăila. Sospitada pels vilatans musulmans locals que l'abast de l'excavació és una recerca del tresor, va començar una revolta local. Amb l'ajut d'Engelhardt, el representant francès a la Comissió del Danubi, la intervenció armada va aturar la revolta. Es van enviar 24 inscripcions epigràfiques a França. Quatre de les inscripcions van ser publicades per Theodore Mommsen el 1864.

## Recerca
El govern francès va enviar, el 1861–1867, un equip d'arqueòlegs dirigit per Boissiere i Ernest Desjardins. L'equip francès ha descobert 55 inscripcions llatines que fan referència a la història de Troesmis, Legio V Macedonica i Legio I Italica. La investigació va ser continuada pel Gr. G Tocilescu, destruint les antigues parets del lloc, per tal de trobar i guardar inscripcions.

## Comptes històrics
El poeta romà Ovidi ofereix una de les primeres proves documentals de l'antiga ciutat Dàcia de Troesmis com conquistat per Pomponio Flac de getes i donat al rei Rhecuporis dels tracis en els paràgrafs 4.9.79 del seu Epistulae ex Ponto a C. Pomponio Grecinus i 4.16.15 descrit com a "un home envejós".
El geògraf grec Ptolemeu també esmenta Troesmis al llibre 3, capítol 10 de la seva obra Geographia com a estació de la Legió Romana Legio V Macedonica.
L'Itinerarium Antonini també l' esmenta, situant-lo entre Beroe Piatra Frecăței i Arrubium (a una distància quadrada / m del primer i a 9 quadrats / m del segon) i atesta la presència de la Legió romana Legio I Iovia.
També s'esmenta a la Tabula Peutingeriana a les 8.3: Troesmis (a 23 metres quadrats de Beroe i a 8 metres quadrats d'Arrubium).

L'Itinerarium Burdigalense també l'esmenta, igual que la Cosmografia de Ravenna, Hierocles i l'emperador romà d'Orient Constantí VII.

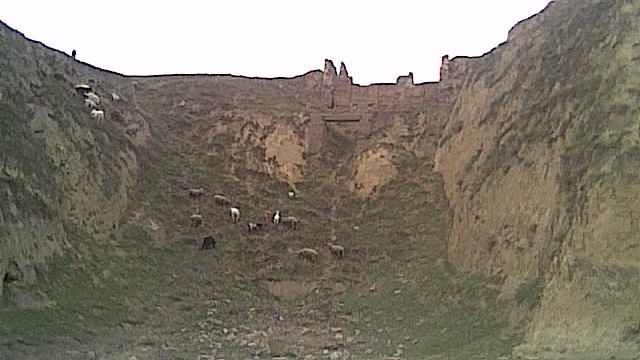
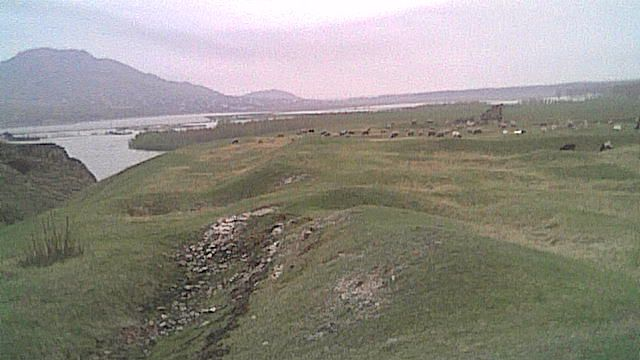
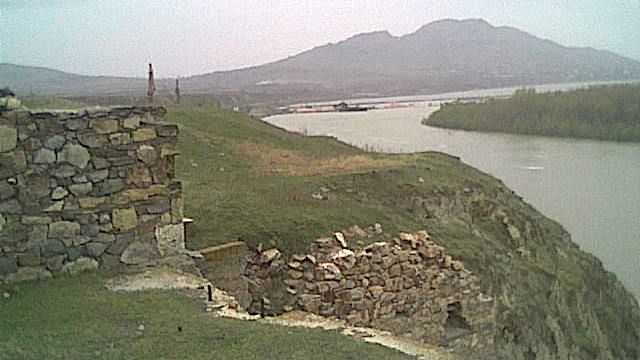